# Tütő László
Tütő László (Budapest, 1949. január 11. –) magyar filozófiatörténész, gazdaságfilozófus.
Az ELTE Bölcsészkarán filozófia–magyar–esztétika szakon szerzett diplomát 1975-ben, majd az ottani Filozófiatörténeti Tanszék alkalmazta nyugdíjba vonulásáig. A Magyar Tudományos Akadémia Köztestületének tagja. A Baloldali Alternatíva Egyesülés alapító tagja.

## Életrajza
A budapesti Toldy Ferenc Gimnáziumban érettségizett. Utána általános lakatos szakmát szerzett és géplakatosként dolgozott. 1975-ben diplomázott az ELTE Bölcsészkarán filozófia–magyar–esztétika szakon, majd az ottani Filozófiatörténeti Tanszék alkalmazta nyugdíjba vonulásáig. Több évig tanított a Filozófiai Továbbképző Központ keretében, az Eötvös József Kollégiumban, a Földes Ferenc Kollégium Társadalomelméleti Kollégiumában. Az Eötvös József Kollégium diáktanácsától 1980-ban "Eötvös Kollégiumért" emlékplakettet, a Társadalomelméleti Kollégium diáktanácsától 1987-ben oklevelet kapott. 1977-ben doktorált, 1985-ben kandidátus. A Magyar Tudományos Akadémia Köztestületének tagja. 1979 és 1983 között a Medvetánc, 1989-tól 2003-al bezárólag az Eszmélet folyóirat szerkesztőségének tagja. 1988-ban a Baloldali Alternatíva Egyesülés nevű társadalmi szervezet egyik alapítója. Közéleti szerepként, 1997 és 2004 között a társadalmi szervezetek fórumaként működő Civil Parlament elnökségének tagja.

## Tudományos és pedagógiai munkássága
Kutatási területe főleg Justus Pál, Lukács György és Marx bölcselete. A Conservapedia Karl Marx szócikke kiemeli, hogy értelmezése szerint Marxnál  a szabadversenyes kapitalizmus termelőerőket forradalmasító tendenciáját a civil társadalom szocialista formája folytatja. Az önkormányzó (civiltársadalmi) szocializmus gondolatának rekonstruálásával és népszerűsítésével az 1970-es évek közepétől foglalkozott.
Fontosabb egyetemi kurzusai: "Etikatípusok", "Anarchista elméletek és gyakorlatok".
Társadalompedagógiainak nevezett törekvése: filozófiai összefüggések közérthetővé tétele szemléletes nyelvi eszközökkel. Erre kísérlet az Eszmélet „Másképp – más kép” elnevezésű állandó rovata.

## Főbb írásai
- A civil társadalom szocialista formája Marx elméletében, (1981) Múltunk 2001/2-3 44-85.
- "Létező szocializmus" és gazdasági demokrácia, (1983) = Válaszúton. ELTE ÁJK 1988. 203-266.
- Liberalizmus és demokrácia ellentéte Lukács György társadalomfilozófiájában = Lukács György és a szocialista alternatíva. L'Harmattan 2010. 15-67.